# Wohn- und Wirtschaftsgebäude Lambertistraße 4

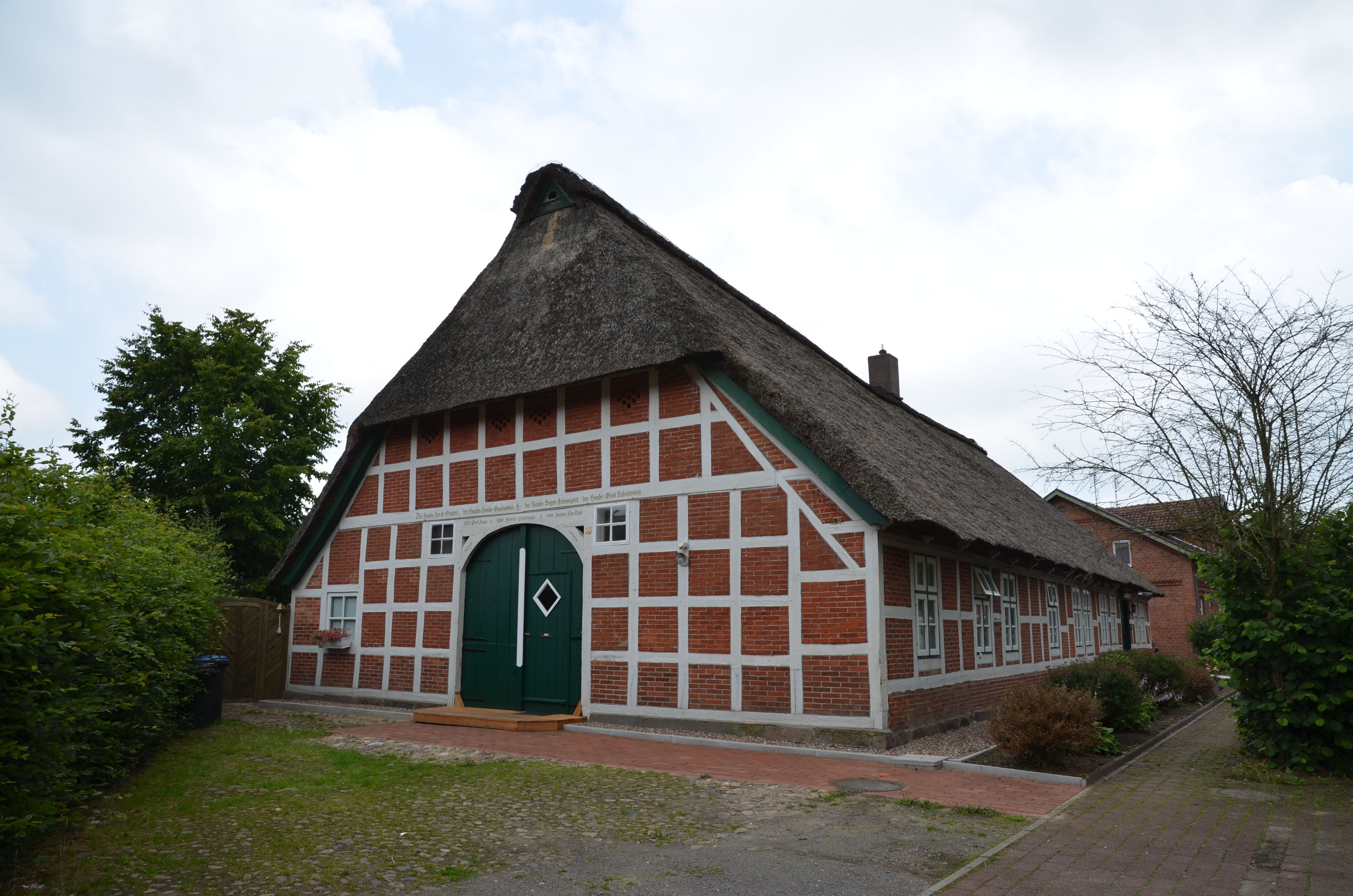
West- und Südfassade (2015)

Das Wohn- und Wirtschaftsgebäude Lambertistraße 4 im Kernort der niedersächsischen Gemeinde Selsingen wurde im 19. Jahrhundert gebaut. Aktuell (2025) wird es zum Wohnen genutzt.
Das Gebäude steht unter Denkmalschutz (siehe auch Liste der Baudenkmale in Selsingen).

## Geschichte und Beschreibung
Selsingen wurde 1219 erstmals urkundlich erwähnt und gehört zur Samtgemeinde Selsingen im heutigen Landkreis Rotenburg (Wümme).
Das eingeschossige traufständige Wohn- und Wirtschaftsgebäude als Zweiständer-Hallenhaus, in Fachwerk mit Steinausfachungen, reetgedecktem Krüppelwalmdach, Uhlenloch und der Grooten Door mit Korbbogen wurde um 1850 (a) oder 1889 (Inschrift) gebaut.
Das Landesdenkmalamt befand u. a.: „… ein regionstypisches Hallenhaus des 19. Jahrhunderts in Zweiständerkonstruktion ….“